# Canal+ 3D
Canal+ Hi-Tech, initialementCanal+ 16/9 puis Canal+ 3D est une ancienne chaîne de télévision payante française privée consacrée à la diffusion de films au format 16/9 et en Haute définition. Canal+ 3D appartient au Groupe Canal+. Elle diffuse principalement des films ou évènements sportifs de Canal+, au format stéréoscopique 3D.

## Histoire de la chaîne
Canal+ 16/9 change de nom en mars 2005 pour s'appeler Canal+ Hi-Tech. Par ce changement, la chaîne propose les dernières avancées technologiques en matière d'image et de son, notamment avec des programmes en haute définition.
La chaîne est supprimée lors du passage de Canal+ au format 16/9.
Canal+ 3D est née le 10 juin 2010, pour diffuser quelques matchs de la Coupe du monde de football de 2010.
Elle a cessé d'émettre le 24 janvier 2012, mais cet arrêt n'est que provisoire selon le groupe, qui ressusciterait la chaîne quand les foyers seront passés à la 3D.

### Identité visuelle (logo)

Logo de Canal+ 16/9 de 1998 à février 2005
Logo de Canal+ Hi-Tech de mars 2005 à septembre 2008
Logo de Canal+ 3D du 10 juin 2010 au 21 janvier 2012

## Organisation
Présidents-directeurs généraux de Canal+ SA :
- Pierre Lescure : 27/04/1996 - 06/2000
- Denis Olivennes : 06/2000 - 12/04/2002
- Dominique Farrugia : 12/04/2002 - 20/02/2003
- Bertrand Méheut : depuis le 20/02/2003

Directeurs généraux des programmes :
- Alain de Greef : 27/04/1996 - 12/2000
- Michel Denisot : 12/2000 - 02/2002
- Dominique Farrugia : 02/2002 - 02/2003
- Guillaume de Vergès : 02/2003- 11/2003
- Rodolphe Belmer : depuis 11/2003

## Chaîne sœur
- Canal+
- Canal+ Cinéma(s)
- Canal+ Sport
- Canal+ Kids
- Canal+ Sport 360
- Canal+ Séries
- Canal+ Box Office
- Canal+ Grand Écran
- Canal+ Docs
- Canal+ Foot